# Jacob Lüroth
Jacob Lüroth (Mannheim, 18 febbraio 1844 – Monaco di Baviera, 14 settembre 1910) è stato un matematico tedesco che ha dimostrato il teorema di Lüroth ed ha introdotto la quartica Lüroth.

## Biografia
Jacob Lüroth era interessato alla scuola di astronomia di Mannheim, ha lavorato come direttore presso l'Osservatorio di Mannheim e ha cominciato nel 1862 a studiare astronomia presso l'Università di Bonn, ma l'ha abbandonata a causa di problemi di vista. Dal 1863 ha studiato matematica presso l'Università di Heidelberg, dove nel 1865, Otto Hesse e Gustav Kirchhoff hanno preso un dottorato di ricerca. Ha studiato poi presso l'Università di Berlino con Karl Weierstrass e poi presso l'Universita di Gießen, dove ha poi lavorato come docente. Dal 1868 è stato presso l'Università di Karlsruhe, dove è stato professore nel 1869, e dal 1880 come successore di Felix Klein. Professore presso l'Università tecnica di Monaco di Baviera. Nel 1883 divenne professore presso l'Università di Friburgo, dove è rimasto fino al suo ritiro. Nel 1889-1890 è stato vice-rettore dell'università. Nel 1905 è stato Granducato di Baden. È morto improvvisamente per un attacco cardiaco durante una vacanza a Monaco.